# Zerbrechlicher Blasenfarn
Der Zerbrechliche Blasenfarn (Cystopteris fragilis) ist eine Pflanzenart aus der Gattung der Blasenfarne (Cystopteris) innerhalb der Familie der Wimperfarngewächse (Woodsiaceae).

## Beschreibung

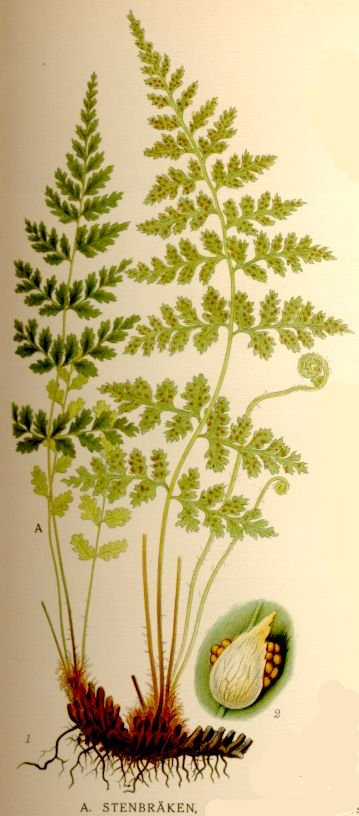
Illustration

Der Zerbrechliche Blasenfarn ist eine sommergrüne, ausdauernde krautige Pflanze und erreicht Wuchshöhen von 10 bis 45 Zentimetern. Es wird ein kurzes liegendes oder aufsteigendes Rhizom gebildet.
Der Blattwedel ist in Blattstiel und -spreite gegliedert. Der Blattstiel ist etwa 2 Millimeter dick und bis 25 Zentimeter lang; er ist zerbrechlich, unten kastanien-braun, sonst stroh-gelb oder selten bis zum oberen Ende braun. Die Blattspreite ist länglich-eiförmig bis lanzettlich, zwei- bis dreifach gefiedert und meist kahl. Sie besteht auf jeder Seite aus 7 bis 18 Fiedern. Diese Fiedern sind wieder fiederig geteilt. Die Fiederchen sind zugespitzt oder auch eiförmig. Die Fiedern zweiter Ordnung sind gesägt-gekerbt bis fiederschnittig. Die letzten Adernäste laufen bei der Unterart Cystopteris fragilis subsp. fragilis in die Fiederspitzen hin aus. Die Blattspindel und die Fiederspindel sind nach der Spitze zu geschlängelt. Die Sori stehen auf den Adern, die bis zum Rand auslaufen. Das Indusium ist quer auf den Adern angeheftet, später zurückgeschlagen und schließlich schrumpfend.
Die Sporen sind regelmäßig stachelig, bei der Unterart Cystopteris fragilis subsp. dickieana nur runzelig.
Die Chromosomenzahl beträgt 2n = 4x = 168, 2n = 5x = 210 (diese pentaploiden Pflanzen sind steril), 2n = 6x = 252 oder 2n = 8x = 336.

## Ökologie und Phänologie
Der Zerbrechliche Blasenfarn ist ein sommergrüner Hemikryptophyt. Die Sporenreifezeit reicht von Juli bis September.
Die Art wird manchmal von dem Pilz Hyalospora polypodii befallen, der gelbe Tüpfelchen ausf der Blattunterseite hervorruft.

## Vorkommen
Der Zerbrechliche Blasenfarn ist weltweit verbreitet. In Europa kommt er in allen Ländern vor. In Mitteleuropa ist er häufig und weit verbreitet.
Er wächst auf feuchten Kalkfelsen, auf Mauern und in Steinschutthalden in Wäldern. Er ist kalkliebend und steigt bis in die alpine Höhenstufe bis zu einer Höhenlage von 2400 Metern, so z. B. am Widderstein in Vorarlberg. Er erreicht am Gornergrat bei Zermatt eine Höhenlage von 3125 Meter.
Im pflanzensoziologischen System gilt er als eine lokale Charakterart der Assoziation Asplenio viridis-Cystopteridetum fragilis im Verband Cystopteridion fragilis, dessen überregionale Charakterart er ist. Sie kommt auch in Schluchtwäldern des Verbands Tilio platyphylli-Acerion pseudoplatani vor.

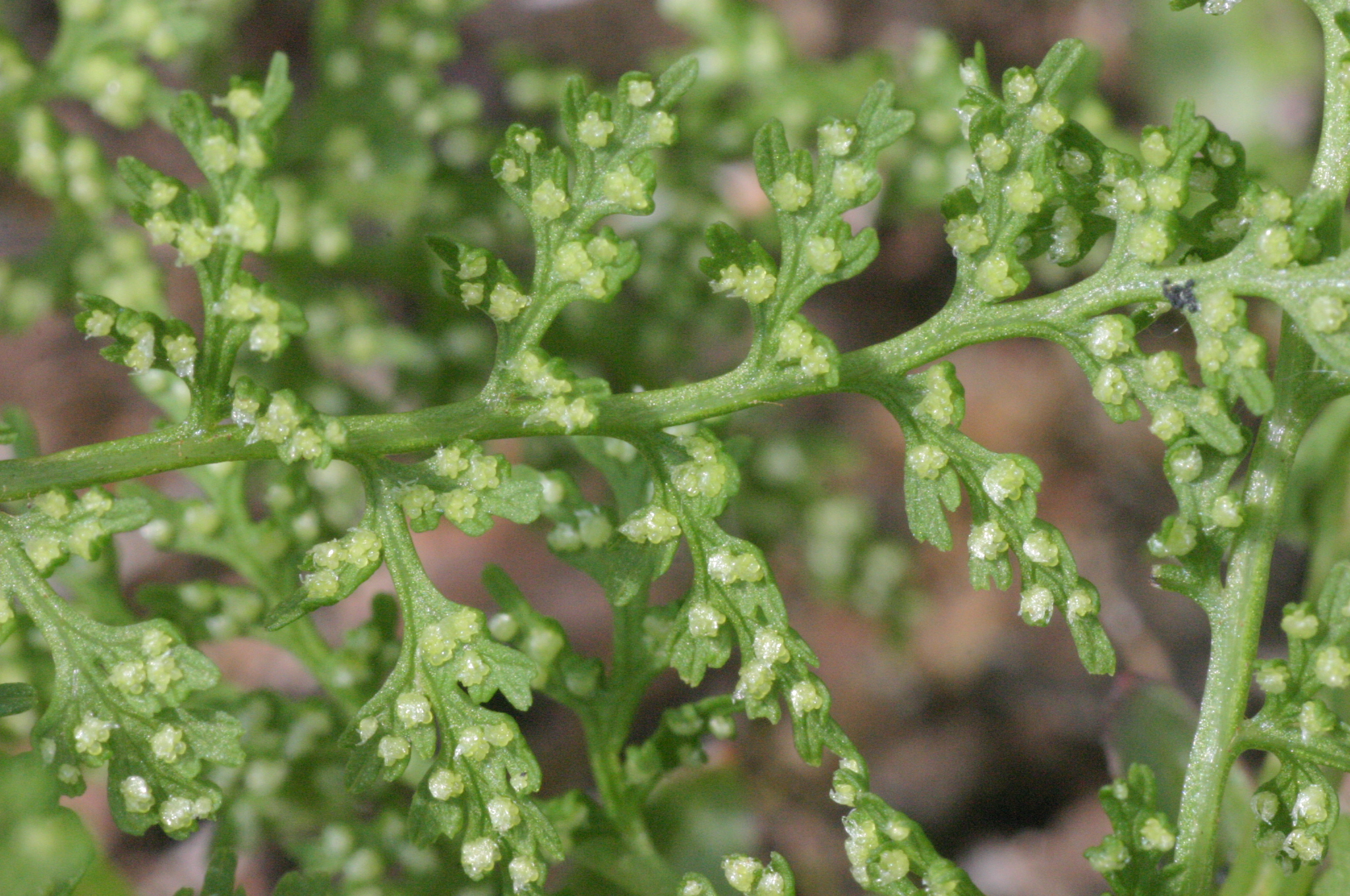
Alpen-Blasenfarn (Cystopteris fragilis subsp. alpina)

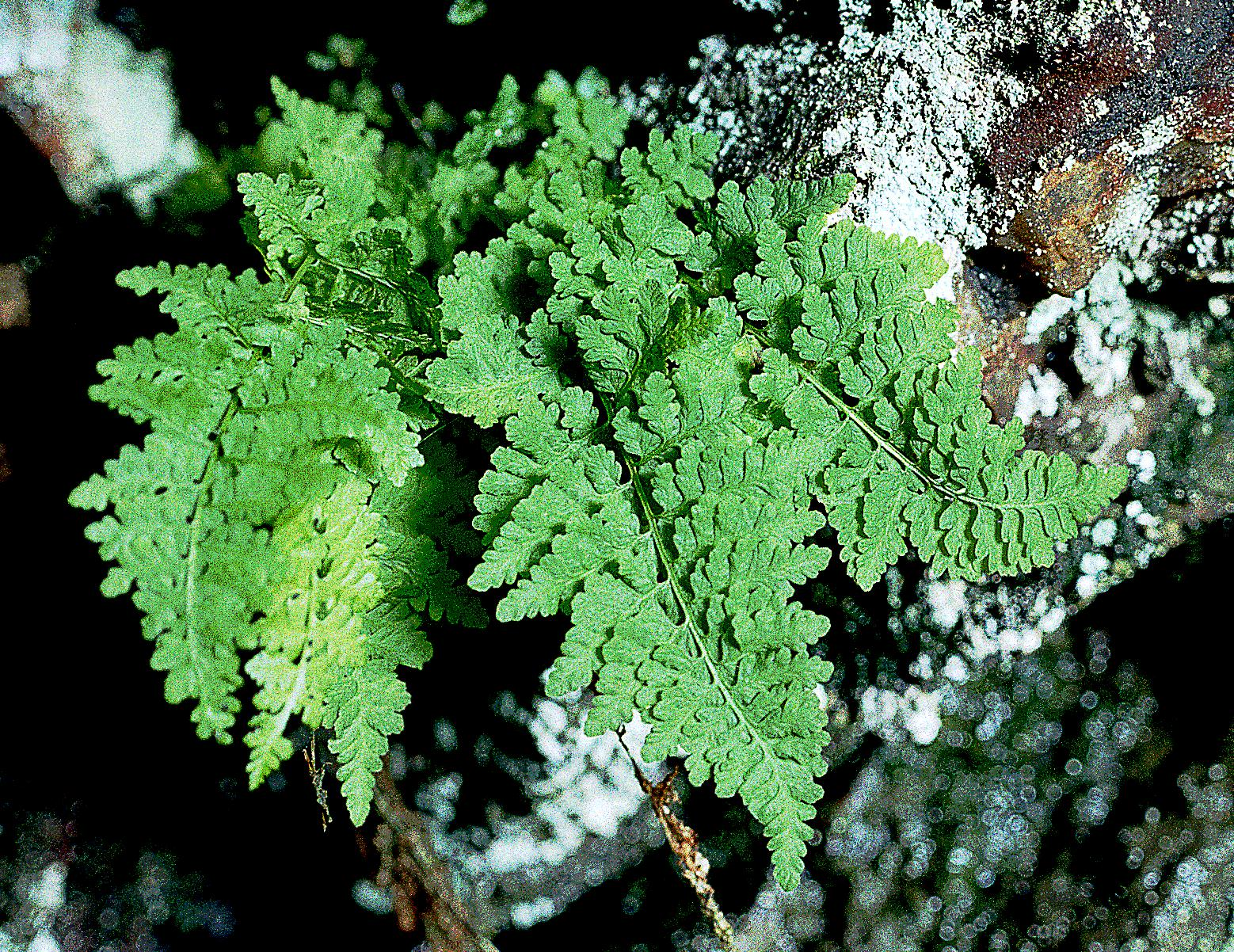
Runzelsporiger Blasenfarn (Cystopteris fragilis subsp. dickieana)

## Systematik
Die Erstveröffentlichung erfolgte 1753 unter dem Namen (Basionym) Polypodium fragile L. durch Carl von Linné in Species Plantarum, Tomus II, S. 1091. Die Neukombination zu Cystopteris fragilis (L.) Bernhardi wurde 1805 durch Johann Jakob Bernhardi in Neues Journal für die Botanik, Band 1, 2, S. 26 veröffentlicht. Ein weiteres Synonym für Cystopteris fragilis (L.) Bernhardi ist Cystopteris filix-fragilis Borbás. Das Epitheton „fragilis“, das „zerbrechlich“ bedeutet, bezieht sich auf den leicht zerbrechlichen Blattstiel.
Diese Verwandtschaftsgruppe wird kontrovers diskutiert und so finden sich in der Literatur je nachdem ob molekulargenetische Untersuchungen berücksicht wurden – Subtaxa, die oft als Arten oder Synonyme aufgefasst werden.
Je nach Autor gibt es in der Art Cystopteris fragilis (L.) Bernhardi mehrere Unterarten mit ihrer Verbreitung:
- Cystopteris fragilis (L.) Bernh. subsp. fragilis (Syn.: Cystopteris fragilis subsp. huteri (Hausm. ex Milde) Grinţ.): Sie kommt in Europa in fast allen Ländern vor und fehlt nur in Bosnien und Herzegowina und auf den Azoren.[2] Zu dieser Unterart wird auch die Varietät Cystopteris fragilis var. huteri Hausm. ex Milde gerechnet. Sie besitzt an der Blattspindel und an den Adern fadenförmige Spreuhaare.[1] Sie kommt besonders in den Dolomiten in Südtirol vor und erwies sich als tetraploid.[1]
- Alpen-Blasenfarn (Cystopteris fragilis subsp. alpina (Lam.) Hartm.): Er wird von manchen Autoren auch als Art Cystopteris alpina (Lam.) Desv. aufgefasst. Er kommt in Europa in Spanien, Frankreich, Italien, Korsika, Deutschland, in der Schweiz, in Österreich, Norwegen, Schweden, Polen, in der Slowakei, Slowenien, Kroatien, Bosnien und Herzegowina, Montenegro, Kosovo, Albanien, Nordmazedonien, Griechenland, Bulgarien, Rumänien und in der Ukraine vor.[2]
- Zarter Blasenfarn (Cystopteris fragilis subsp. diaphana (Bory) Litard., Syn.: Cystopteris filix-fragilis subsp. canariensis (C.Presl) Jahand. & Maire), wird von manchen Autoren auch als Art Cystopteris diaphana (Bory) Blasdell aufgefasst.[6] Das Verbreitungsgebiet umfasst die Azoren, die Kanaren, Madeira und in Europa Portugal, Spanien, Frankreich, Korsika und Italien sowie das Vereinigte Königreich.[2] Diese Unterart wird noch mit der Datenlage von 1984 in Asien, Afrika, Madagaskar, in Mittel- und in Südamerika verortet.[1] Bei dieser Unterart münden die Blattadern in den Buchten.[1] Diese Art ist diploid, tetraploid und hexaploid.[1]
- Runzelsporiger Blasenfarn (Cystopteris fragilis subsp. dickieana (R.Sim) Hyl.), wird von manchen Autoren auch als Art aufgefasst (Cystopteris dickieana (R.Sim) Hyl.[6]): Er kommt in Europa in Portugal, Spanien, Frankreich, im Vereinigten Königreich, Italien, in der Schweiz, Deutschland, Österreich, Tschechien, der Slowakei, Island, Norwegen, Schweden, Finnland, Nordrussland, Kroatien und Griechenland vor.[2] Bei dieser Unterart sind die Sporen ohne Stacheln und sind durch unregelmäßige Leisten runzelig.[1] Sie ist benannt nach George Dickie, einem Professor der Botanik in Aberdeen. Er ist aber nicht der Entdecker dieser Pflanzenart, sondern Professor Knight.[1]
- Cystopteris fragilis subsp. oromediterranea Pérez Carro & Fern. Areces: Diese Unterart wurde 2023 aus Spanien erstbeschrieben.[7][2][6]

## Verwendung
Der Zerbrechliche Blasenfarn dient zuweilen als Zierpflanze an luftfeuchten, schattigen Mauern und kommt dort gelegentlich in attraktiven, größeren Beständen vor.

## Belege
- Siegmund Seybold (Hrsg.): Schmeil-Fitschen interaktiv. CD-ROM, Version 1.1. Quelle & Meyer, Wiebelsheim 2002, ISBN 3-494-01327-6.
- Manfred A. Fischer, Karl Oswald, Wolfgang Adler: Exkursionsflora für Österreich, Liechtenstein und Südtirol. 3., verbesserte Auflage. Land Oberösterreich, Biologiezentrum der Oberösterreichischen Landesmuseen, Linz 2008, ISBN 978-3-85474-187-9.
- Ruprecht Düll, Herfried Kutzelnigg: Taschenlexikon der Pflanzen Deutschlands und angrenzender Länder. Die häufigsten mitteleuropäischen Arten im Porträt. 7., korrigierte und erweiterte Auflage. Quelle & Meyer, Wiebelsheim 2011, ISBN 978-3-494-01424-1.